# Juravirales
Juravirales ist eine Ordnung mariner Archaeenviren mit Kopf-Schwanz-Aufbau (englisch archaeal tailed viruses, arTVs) – diese Morphologie weist sie als Mitglieder der Klasse Caudoviricetes aus.
Die Ordnung wurde im März 2023 vom International Committee on Taxonomy of Viruses (ICTV) mit zwei Familien eingerichtet.

## Fundort
Eine Metagenomik-Analyse von Proben aus dem Oberflächenwasser des Yangshan-Tiefwasserhafens (洋山深水港 yángshān shēnshuǐgǎng, bei Shanghai) hatte zuvor eine Reihe von viralen Contigs ergeben, von denen einige offenbar vollständige Virusgenome darstellen.

## Genom und Proteom
Eine Clusteranalyse zeigte, dass diese Virensequenzen in Verbindung standen zu bereits zuvor beschriebenen Viren von Archaeen-Wirten zweier Gruppen:
- der Klasse Nitrososphaeria (Thermoproteota), früher als „Thaumarchaeota“ bezeichnet;
- der Ordnung Poseidoniales (Euryarchaeota), früher provisorisch auch als Marine Group II, MGII Euryarchaeota bezeichnet.[2]

Die Viren dieser beiden Gruppen kodieren für charakteristische Proteine der Klasse Caudoviricetes, darunter:
- ein Hauptkapsidprotein mit HK97-Faltung (wie bei Escherichia-Phage HK97),
- das Portalprotein,
- die große Untereinheit der Terminase und
- verschiedene Proteine des Schwanzteils.

All dies zeigt, dass sie Mitglieder dieser Virusklasse sind.
Fünf der Genome vom Yangshan-Tiefwasserhafen (YSH_462411, YSH_174770, YSH_922147, YSH_1032793 und daneben auch YSH_150918), konnten sogar als zirkulär geschlossene Contigs rekonstruiert (assembliert) werden. Man kann daher davon ausgehen, dass es sich um vollständige Virusgenome handelt.
Das vorhegesagten Gene für den Schwanzaufbau und Organisation der Gene für die Kopf-Schwanz-Verbindung legen nahe, dass diese fünf Viren den Morphotyp der Siphoviren haben, d. h. ikosaedrische Kapside und lange, nicht kontraktile helikale Schwänze.

## Mögliche Wirte
Vier dieser Viren (YSH_462411, YSH_174770, YSH_922147 und YSH_1032793) waren mit marinen Archaeen der Klasse Nitrososphaeria assoziiert.
Da die Archaeen dieser Klasse früher als Thaumarchaeota bezeichnet wurden, bezeichnet man diese Viren informell auch als Mathaviren (englisch mathaviruses), ein Kofferwort aus maritime thaumarcaeal viruses.

## Systematik
Diese vier Viren können in zwei neue Familien eingeteilt werden: YSH_462411, YSH_174770 und YSH_922147 werden in der Familie Yangangviridae zusammengefasst! YSH_1032793 wird dagegen monotypisch einer separaten Familie Yanlukaviridae zugeordnet. Alle vier zusammen sind in der neuen Ordnung Juravirales vereint.
Die Systematik der Ordnung ist gemäß International Committee on Taxonomy of Viruses (ICTV) mit Stand Anfang März 2025 wie folgt:
Ordnung Juravirales, Morphotyp: Siphoviren
- Familie Yangangviridae
  - Gattung Mathaucavirus
    - Spezies Mathaucavirus yangshanense, mit
Nitrososphaeria virus YSH_922147 (Genomlänge: 38245 bp)

  - Gattung Nohelivirus
    - Spezies Nohelivirus yangshanense, mit
Nitrososphaeria virus YSH_462411 (Genomlänge: 36645 bp)

  - Gattung Senitvirus
    - Spezies Senitvirus yangshanense, mit
Nitrososphaeria virus YSH_174770 (Genomlänge: 36856 bp)

- Familie Yanlukaviridae
  - Gattung Sweetvirus
    - Spezies Sweetvirus yangshanense, mit
Nitrososphaeria virus YSH_1032793 (Genomlänge: 35889 bp)

## Etymologie
Die Etymologie der Namen der Ordnung und der untergeordneten Taxa ist wie folgt:
- Die Bezeichnung der Ordnung Juravirales leitet sich ab von litauisch jūra ‚Meer‘, gefolgt von der Endung ‚-virales‘ für Virusordnungen. Dies deutet an, dass es sich um eine Ordnung maritimer (im Meer vorkommender) Viren handelt, wozu auch der Yangshan-Tiefseehafen zählt.

- Die Bezeichnung der Familie Yangangviridae ist eine Zusammenziehung (Portemanteau) aus Yangshan (chinesisch 洋山 yángshān, aus den Silbenzeichen 洋 yáng, deutsch ‚Silbermünze‘ und 山 shān, deutsch ‚Berg‘) und gang (港 gǎng, deutsch ‚Hafen‘, vgl. kantonesisch 香港 heung-kóng, deutsch ‚Hongkong‘).[A. 2]
- Die Bezeichnung der Familie Yanlukaviridae ist eine Zusammenziehung von ‚Yangshan‘[A. 3] und kroatisch luka ‚Hafen‘, gefolgt von der Endung ‚-viridae‘ für Virusfamilien.

- Der Gattungsname Nohelivirus ist eine Zusammenziehung von englisch no MCM helicase virus, dieser Gattung fehlt die MCM-Helikase (MCM = Minichromosome maintenance).
- Der Gattungsname Senitvirus ist eine Zusammenziehung von englisch sea Nitrososphaeria virus.
- Der Gattungsname Mathaucavirus ist eine Zusammenziehung von englisch marine thaumarchaeal Caudoviricetes virus und zeigt an, dass es sich um Mathaviren der Klasse Caudoviricetes handelt.
- Der Gattungsname Sweetvirus beruht auf der Feststellung, dass das einzige Mitglied dieser Gattung, YSH_1032793, für einen Saccharid-Transporter der SWEET-Superfamilie[6] kodiert.